# PO-223
La PO-223 (en la provincia de Pontevedra ), es una carretera de la Red Secundaria de la Junta de Galicia que une las localidades de Pontevedra y Campo Lameiro.
Atraviesa los municipios de Pontevedra y Campo Lameiro. Tiene una longitud de 16,69 kilómetros y comienza en el norte de Pontevedra y finaliza en un cruce con la PO-221 en A Lagoa (Campo Lameiro).